# Anna, Texas
Anna är en stad i Collin County i Texas.  Vid 2010 års folkräkning hade Anna 8 249 invånare.